# Isaac Teller
Isaac Teller (* 7. Februar 1799 in Matteawan (heute Beacon), New York; † 30. April 1868 ebenda) war ein US-amerikanischer Politiker. Er vertrat in den Jahren 1854 und 1855 den Bundesstaat New York im US-Repräsentantenhaus. Der Kongressabgeordnete Abraham H. Schenck war sein Onkel.

## Werdegang
Isaac Teller wurde kurz vor dem Ende des 18. Jahrhunderts in Matteawan geboren, studierte und schloss seine Vorstudien ab. Er hielt mehrere lokale Ämter. Politisch gehörte er der Whig Party an. Er wurde in einer Nachwahl am 7. November 1854 im zwölften Wahlbezirk von New York in das US-Repräsentantenhaus in Washington, D.C. gewählt, um dort die Vakanz zu füllen, die durch den Rücktritt von Gilbert Dean entstand. Er schied nach dem 3. März 1855 aus dem Kongress aus. Danach war er in der Landwirtschaft tätig. Er verstarb am 30. April 1868 in Matteawan und wurde dann auf dem Rural Cemetery in Fishkill im Dutchess County beigesetzt.